# Comuna nueva
Una comuna nueva (commune nouvelle en francés) es una colectividad territorial francesa (equivalente al municipio español) que se creó con unas especificaciones distintas a las anteriores (comuna y comuna asociada) para favorecer el reagrupamiento comunal en Francia.
Dicha comuna nueva se crea por unión de dos o más comunas contiguas, que subsisten dentro de la nueva comuna como comunas delegadas, manteniendo su nombre y límites territoriales, salvo deliberación contraria del ayuntamiento de la nueva comuna.

## Historia
En Francia, el estatuto de «comuna nueva» fue creado según el artículo 21 de la Ley n.º 2010-1563 de 16 de diciembre de 2010 de la reforma de las colectividades territoriales, y está destinado a favorecer un nuevo reagrupamiento comunal.
Este régimen reemplaza las disposiciones relativas a las comunas asociadas derivadas de la Ley Marcellin de 16 de julio de 1971, y permite el reagrupamiento tanto de comunas contiguas como el de mancomunidades (EPCI en francés) que deseen transformarse en nuevas comunas.
Para reforzar la creación de nuevas comunas se instauró un pacto financiero, que garantiza asignaciones estatales durante tres años, por medio de la Ley n.º 2015-292 de 16 de marzo de 2015.

## Objetivos
Con cerca de 36800 comunas, Francia reagrupa, ella sola, un tercio de las localidades de la Unión Europea, lo que significa que dicha atomización geográfica se traduce en un elevado número de pequeñas comunas con pocos medios, tanto materiales como organizativos, que ha llevado al estado francés a investigar varias modalidades de reagrupamiento comunal.
Las disposiciones anteriores que permitían reducir el número de comunas estaban basadas en la Ley Marcellin de 16 de junio de 1971, en la que la fusión de comunas era decidida por el Prefecto a iniciativa de los consejos municipales de las comunas implicadas y después de un resultado consultivo favorable de la población afectada. Estas fusiones podían hacerse como fusiones simples, donde en algunas comunas suprimidas se mantuvieron ayuntamientos adjuntos; o como fusiones asociadas, donde las antiguas comunas conservaban su territorio y denominación, pasando a ser comunas asociadas, manteniendo un ayuntamiento adjunto, como anexo al principal, con permiso para sustentar un Registro Civil, y servicios sociales propios.
Como quiera que la Ley Marcellin tuvo una aplicación muy limitada, con una supresión de sólo 1100 comunas entre 1971 y 2009, en 1999 se creó la denominada Ley Chevènement con vistas a reactivar con mayor eficacia el reagrupamiento comunal mediante el desarrollo de las mancomunidades francesas. Esta ley tuvo un gran éxito con la creación de multitud de comunidad de comunas y comunidad de aglomeración.
Viendo que aun así la carga económica que se necesita para mantener tal cantidad de comunas y EPCIs es excesiva el gobierno francés impulsó una reforma profunda de las colectividades territoriales para sanearlas, que acabó con la adopción de la ley n.º 2010-1563 de 16 de diciembre de 2010 de reforma de las colectividades territoriales.

## Creación
En aplicación del artículo L. 2113-2 del Código general de las colectividades territoriales, una comuna nueva puede ser creada:
1. A petición de las comunas implicadas.
2. A petición de, como mínimo, los dos tercios de los ayuntamientos de los municipios miembros de una mancomunidad (con fiscalidad propia), siempre que representen como mínimo, más de los dos tercios del total de la población de dicha mancomunidad.
3. A petición del órgano consultivo de una mancomunidad (con fiscalidad propia).
4. Por iniciativa del Prefecto departamental.

En los casos 3º y 4º, para la creación de dicha comuna nueva se necesita además la aprobación de dos tercios de los ayuntamientos implicados siempre que representen como mínimo, más de los dos tercios del total de la población implicada.
Además, si alguno de los ayuntamientos implicados no se pronuncia a favor de la creación de la comuna nueva, deberá ser organizado un referéndum general a todos los ayuntamientos para confirmar (o desmentir) el voto mayoritario a favor de dicha creación.
Aun así, si el Prefecto considera no factible la creación de dicha comuna nueva por cualesquier causa, puede no dar curso a la demanda, aunque la mayoría de la población y/o ayuntamientos implicados estén a favor.
En algunos casos puede haber problemas, cuando dichas comunas nuevas se crean a partir de comunas que están en distinto distrito, o departamento o región o EPCI, etc, lo que debe de llevar a un acuerdo unánime entre varios prefectos de los departamentos y/o regiones implicadas, así como solventar infinidad de problemas, teniendo que, en ocasiones, tomar el Consejo de estado francés decisiones sobre litigios entre colectividades y/o prefectos implicados en la creación de dichas comunas nuevas.

## Funcionamiento
Las Comunas nuevas tienen las mismas competencias que las otras comunas.

### Comunas delegadas
Las comunas delegadas, aparte de mantener su nombre y territorio, tienen un alcalde delegado, designado por el ayuntamiento común, con facultades para dirigir el Registro Civil y la policía judicial de su comuna delegada, y que puede ser encargado de la ejecución de las leyes y ordenanzas policiales en su territorio. Dicho alcalde delegado puede ser, a su vez, consejero municipal del ayuntamiento de la comuna nueva y tener a su cargo uno o varios tenientes de alcalde y un consejo delegado. 
A dicho consejo delegado competen las cuestiones siguientes:
Administrar el presupuesto adjudicado a la comuna delegada, pudiendo votar las inversiones que se apliquen a dicha comuna delegada.
Administrar los servicios sociales de la comuna delegada, que el ayuntamiento de la comuna nueva decida que administren. 
Es consultado por el alcalde de la comuna nueva sobre cualquier deliberación urbanística o de cualquier tipo que afecte a la comuna delegada.
Es consultado por el alcalde de la comuna nueva sobre subvenciones a asociaciones que tengan su actividad en dicha comuna delegada.
El consejo de la comuna delegada puede enviar al alcalde de la comuna nueva cualquiera cuestión que afecte a dicha comuna delegada.
Las comunas delegadas no constituyen una sección electoral ni administran los servicios sociales, en este último caso, excepto lo que decida el ayuntamiento de la comuna nueva.